# 佐藤和夫 (歴史学者)
佐藤 和夫（さとう かずお、1932年 - 2014年8月29日）は、日本の郷土史家。主に水軍史を扱った。福島県白河市生まれ。1958年早稲田大学文学部日本史学科卒業。1964年同大学院文学研究科修士課程修了。1958年から1993年まで私立中学・高校（青森県東奥義塾、東京都京北高校、横浜市捜真女学校）で教鞭を執る。1991年第16回郷土史研究賞・特別優秀賞受賞（新人物往来社主催）。

## 著書
- 『日本水軍史』 原書房、1985
- 『戦国武将の家訓』 新人物往来社、1986
- 『日本中世水軍の研究 梶原氏とその時代』 錦正社史学叢書、1993
- 『海と水軍の日本史 上巻 (古代〜源平の合戦まで)』 原書房、1995
- 『海と水軍の日本史 下巻 (蒙古襲来〜朝鮮出兵まで)』 原書房、1995、のち「水軍の日本史」と改題
- 『日本海海戦ハンドブック これだけは知らせたい基礎知識とデータ集 日本海海戦100周年記念』編著、歴研、2003